# Rohini Godbole
Rohini Madhusudan Godbole (Pune, 12 de noviembre de 1952-Bengaluru, 25 de octubre de 2024) fue una física y académica india especializada en física de partículas elementales: teoría de campos y fenomenología. Ejerció como profesora en el Centro de Física de Altas Energías del Instituto Indio de Ciencias de Bengaluru. Ha trabajado extensamente en diferentes aspectos de la fenomenología de partículas durante las últimas tres décadas, en particular en la exploración de diferentes aspectos del Modelo Estándar de la Física de Partículas (SM) y la física más allá de este (BSM). Su trabajo sobre la estructura hadrónica de los fotones de alta energía esbozó una variedad de formas de estudiarla y ha tenido implicaciones para el diseño de la próxima generación de colisionadores de electrones y positrones. Fue miembro electa de las tres academias de ciencias de la India y de la Academia de Ciencias del Mundo en Desarrollo.
Además de su labor académica, fue una divulgadora de la ciencia muy solicitada, dando charlas a jóvenes estudiantes, académicos y científicos sobre todo lo relacionado con la física. También fue una ferviente defensora de las mujeres que siguen carreras científicas y tecnológicas, y junto con Ram Ramaswamy, editó el libro Lilavati's Daughters, una colección de ensayos biográficos sobre mujeres científicas de la India.

## Educación y carrera
Se licenció en Física, Matemáticas y Estadística en el Sir Parshurambhau College de la Universidad de Pune; obtuvo además una maestría en el Instituto Indio de Tecnología de Bombay y un doctorado (1979) en física teórica de partículas en la Universidad Estatal de Nueva York en Stony Brook. Se incorporó al Instituto Tata de Investigación Fundamental de Bombay como becaria visitante en 1979. De 1982 a 1995, fue profesora y lectora en el Departamento de Física de la Universidad de Bombay. Se unió al Centro de Física de Altas Energías del Instituto Indio de Ciencias de Bengaluru como profesora asociada en 1995 y como catedrática desde junio de 1998. El 31 de julio de 2021 fue nombrada profesora honoraria.
Autora de más de 150 artículos de investigación; muchos de los cuales tienen algunos de los índices de citas más grandes de su área.

## Campos de investigación
Ha trabajado en las siguientes áreas:
- Producción de nuevas partículas en los colisionadores actuales y futuros.
- Física en el Gran Colisionador de Hadrones y en el Colisionador Lineal Internacional.
- Fenomenología QCD: Funciones de estructura de un protón, un fotón y un núcleo.
- Supersimetría y física electrodébil.

## Contribución
Formó parte del Grupo Asesor del Detector Internacional (IDAG) del Colisionador Lineal Internacional en el laboratorio de investigación europeo CERN. El Grupo Asesor del Detector Internacional supervisa la investigación y el desarrollo del detector del CLI de la Dirección de Investigación y los grupos de diseño del detector. Presidió la iniciativa del Panel de Mujeres en la Ciencia de la Academia de Ciencias de la India. Junto con Ram Ramaswamy editó Lilavati's Daughters, una colección de ensayos biográficos sobre mujeres científicas de la India, que fue publicada en forma de libro por la Academia de Ciencias de la India en 2008.

## Publicaciones
- Low-virtuality leptoproduction of open-charm as a probe of the gluon Sivers function (2018)[14]
- Transverse single-spin asymmetry in the low-virtuality leptoproduction of open charm as a probe of the gluon Sivers function (2017)[15]
- Proceedings, 2nd Asia-Europe-Pacific School of High-Energy Physics (AEPSHEP 2014): Puri, India (2014)[16]

## Libros escritos
- Teoría y fenomenología de las esparticulas: Un relato de la supersimetría cuatridimensional N=1 en la física de altas energías:[17] La supersimetría o SUSY, una de las más bellas ideas recientes de la física, predice que las espartículas existen como superpartes de las partículas. Este libro ofrece una explicación teórica y fenomenológica de las espartículas. Partiendo de un nivel básico, proporciona un tratamiento exhaustivo, pedagógico y de fácil manejo del tema de la supersimetría cuatridimensional N=1, así como de sus aspectos observacionales en la física de altas energías y la cosmología.
- La guía de las chicas para una vida en la ciencia: [18] Inspiradora, informativa, ingeniosa... conoce a veinticinco de las científicas más célebres de la India. Desde la astrofísica hasta la zoología, aprenda lo que se necesita para hacer carrera en la ciencia. ¿Quién las animó? ¿Contra qué lucharon? ¿Qué las motivó a elegir su campo? ¿Cuáles son las cuestiones clave en la vanguardia de la investigación moderna? ¿Cuáles son las grandes preguntas para las que se esfuerzan por encontrar respuestas? ¿Por qué eligieron una vida en la ciencia? Cada una de las mujeres que aparecen en esta guía esencial ofrece un breve resumen de su vida y su carrera. Los perfiles van acompañados de una breve introducción a su campo de investigación. Cada una de las científicas describe su propio "momento Eureka".
- Las hijas de Lilavati - Las mujeres científicas de la India (2008) [19]

## Premios
- Padma Shri por sus contribuciones en ciencia y tecnología (2019).
- Medalla Satyendranath Bose de la Academia Nacional de Ciencias de la India (2009)[20]
- Beca de la Academia Nacional de Ciencias, India (NASI) (2007)[21]
- Beca de la Academia de Ciencias del Mundo en Desarrollo, TWAS 2009[22]
- Premio Devi del New Indian Express Group, agosto de 2015.[23]
- Orden Nacional del Mérito por el gobierno francés.[24]

## Otras fuentes
- Artículo autobiográfico de Rohini Godbole en Lilavati's Daughters

- Datos: Q15146765
- Multimedia: Rohini Godbole / Q15146765